# Margaret Benson
Margaret Benson (16 de junio de 1865 - 13 de mayo de 1916) fue una arqueóloga y egiptóloga inglesa, pionera en la investigación en este campo.

## Biografía
Fue una de los seis vástagos de Edward White Benson, un pastor anglicano y arzobispo de Canterbury, y de su mujer Mary Sidgwick Benson, hija del filósofo Henry Newnham Sidgwick, fundador del Newnham College. Recibió una esmerada educación que facilitó su paso por la universidad. Junto con su hermana Mary Benson, asistió a la Truro Girls High School, fundada por su padre mientras era obispo de Truro. Tras esto, fue admitida en la Universidad de Oxford, en el Lady Margaret Hall. Su inteligencia era excepcional. Fue la primera mujer que obtuvo permiso en Egipto para dirigir su propia excavación. Junto a su compañera, Janet Gourlay, excavó durante tres campañas (1895–97) en el Templo de Mut, Karnak, Luxor.
Siempre tuvo una salud delicada, lo que le acabó impidiendo continuar las excavaciones a partir de 1897. Murió en 1916, en The Priory, Roehampton cuando contaba 50 años.

## Excavaciones arqueológicas
Margaret Benson fue la primera mujer que obtuvo permiso del Servicio Egipcio de Antigüedades para dirigir su propia excavación. El sitio elegido fue el complejo arqueológico de Mut, en Luxor, al sur de Karnak, que contenía los restos de tres templos y otras estructuras más pequeñas, así como un “lago sagrado” con forma de herradura que rodea parcialmente el templo de Mut en el centro del complejo.
Entre 1895 y 1897 llevó a cabo tres campañas de excavación. En 1899 publicó el libro El Templo de Mut en Asher, un informe exhaustivo con los resultados que incluía los trabajos de Percy Newberry.

## Publicaciones
- The Temple of Mut in Asher; Londres, 1899
- Capital, Labor and Trade and the Outlook, Londres, 1891
- The Count of the King; and other studies, Londres, 1913
- The Soul of a Cat, and other stories, Londres, 1901
- Subject to Vanity, Nueva York, 1895
- The Venture of Rational Faith, Londres, 1908

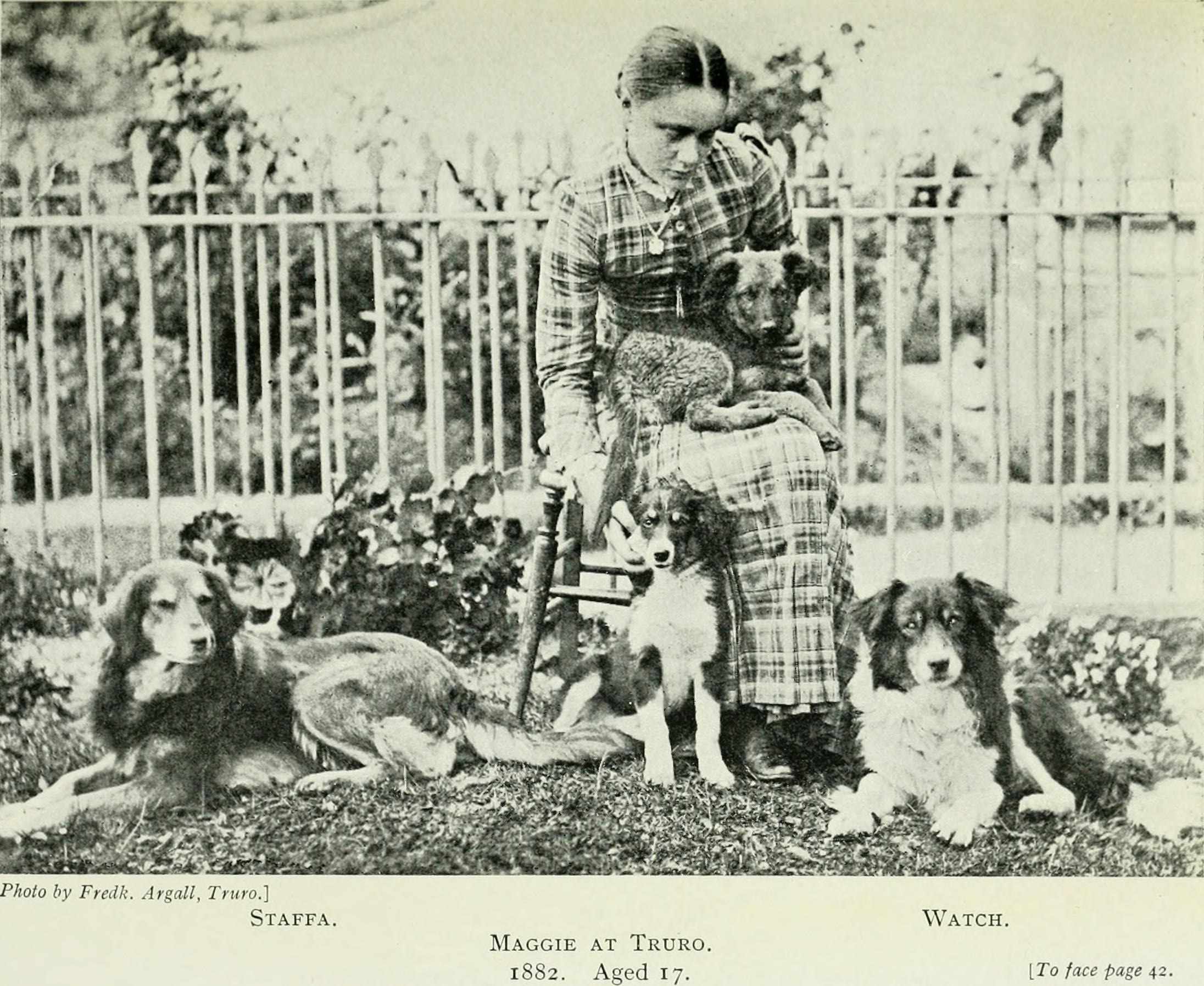
Margaret Benson en su colegio de Truro en 1882, a los 17 años.